# Vollenhovia luctuosa
Vollenhovia luctuosa is een mierensoort uit de onderfamilie van de Myrmicinae. De wetenschappelijke naam van de soort is voor het eerst geldig gepubliceerd in 1938 door Stitz.